# Павуки (Середзем'я)
Гігантські Павуки — у легендаріумі Дж. Р. Р. Толкіна одні з найбільш лиходійських істот Середзем'я. Згадуються у «Сильмариліоні» — Унґоліанта та павуки Нан-Дунґортебу; повісті «Гобіт або Туди й Звідти» — гігантські павуки Морок-лісу та у другій частині роману «Володар Перснів» «Дві Вежі» — Шелоб, нащадок Унґоліанти.

## Походження
Їх родоначальницею було породження темряви павучиха Унґоліанта — спільниця Мелькора. Коли і як саме вона народилася, легенди не говорять. Однак, відомо, що до своєї зустрічі з Мелькором вона жила на південному сході континенту Аман, у покинутому і забутому Валар краї Аватар. Своєю отрутою Унголіанта вбила Дерева Валінору і отруїла діжки з росою цих дерев, допомігши Мелькору скористатись раптовою темрявою і викрасти Сильмарили. Відчуваючи постійний голод, вона зжерла з лівої руки Мелькора всі викрадені ним коштовності і хотіла так само пожерти й Сильмарили, що він тримав у правій руці, однак Темний Володар не дав їй це зробити.
 — Е, ні, — мовив. — Ти отримала належне. Адже то моя сила, яку я вклав у тебе, допомогла тобі здійснити домовлене. Тепер ти мені непотрібна. Того, що у правій руці, ти не одержиш і не побачиш. Воно моє навіки.
Тоді вона обплела Мелькора своєю павутиною, намагаючись задушити. Тоді з уст Мелькора зринув страхітливий крик, який луною відбився від гір. І на згадку про ті події край той отримав назву Ламмот («Відлуння»), а гори стали називатись Еред-Ломін (Гори Відлуння). На його крик примчали балроґи, що вогненими батогами відігнали велетенську павучиху від свого Володаря. Рятуючись від балроґів, Унґоліанта втекла у гори Еред-Горгорот між Дортоніоном і Доріатом. Спустившись з гір, вона оселилась у землі Нан-Дунгортеб. З часів зведення Анґбанда там жили інші велетенські павуки й Унґоліанта парувалася з ними, а потім пожирала їх. Тому навіть після її зникнення на землях Нан-Дунґортеб оселились її гидкі нащадки, що плели тут своє павутиння. Всі нечисленні потоки, що збігали зі схилів Еред-Ґорґорот були отруєні павучою отрутою і той хто пив з них сповнювався шаленства й відчаю. З цими павуками довелось битись Берену, на шляху до Доріату.
Разом з іншими землями Белеріанду Нан-Дунґортеб поглинуло море, однак, на відміну від багатьох інших потвор, гігантські павуки не були винищені під час Війни Гніву. Вони втекли на схід і до певного часу заховались у печерах і глухих долинах, щоб у Темні роки Другої Епохи виповзти знову.

## Павуки Морок-лісу
З появою Саурона в Дол-Ґулдурі у темних хащах Морок-лісу оселились всілякі лихі істоти, одними з найнебезпечніших з них були гігантські павуки, що жили колоніями. Вони розкидували велетенське павутиння вздовж дерев, ловлячи в нього великих звірів та мандрівників, що мали нещастя заблукати у лісі. Втім, павуки навіть не намагалися перекинути свою павутину вздовж ельфійської стежини у північній частині лісу. Ельфи Морок — Лісу були практично єдиними (але дуже небезпечними) ворогами гігантських павуків.
Під час переходу крізь Морок-ліс Більбо та ґноми неодноразово бачили бенкетуючих лісових ельфів. Знемагаючи від голоду та спраги, вони намагались дійти до них щоб попросити їжі й пиття, але кожного разу ті гасили свої вогнища й непомітно зникали у лісі. Під час однієї такої спроби ґноми та Більбо збились з дороги і, розминувшись в лісових хащах, були переловлені павуками які обпліли їх павутиною і підвісили униз головою в своїй колонії. У лапи велетенського павука ледь не потрапив і Більбо, однак, вчасно схаменувшись, він убив його ельфійським кинджалом, після цього давши йому ім'я Жало. Шукаючи сліди гномів він знайшов колонію гігантських павуків, що перемовлялись між собою на вестроні. Більбо зрозумів що павуки впіймали його друзів і, надівши Персня, став виручати їх, вбивши кількох камінцями, а інших роздратувавши дражливими пісеньками. Йому вдалося звільнити ґномів і втекти від павуків.
Після відступу Саурона з Дол-Ґулдура у 2941 р. Т. Е. павуків та інших потвор було вигнано з лісу, але згодом вони повернулись в його південну частину, коли міць Темного Володаря знов зросла.

## Шелоб
Шелоб була останнім нащадком Унґоліанти, що оселилась у темних печерах на Ефель-Дуат, що отримали назву «Лігвище Шелоб», а перевал де вони знаходились Кіріт-Унґол (на синдарині — «Павучий Перевал»). Її нащадки жили на узгір'ях Ефель-Дуат і звідти розповзались аж до Дол-Ґулдуру. Навесні 3019 р. Т. Е. Фродо та Сем були заведені своїм проводирем Голумом «Лігвище Шелоб». Гігантська павучиха вжалила Фродо, але Сем завдав їй серйозних ран. Що було з нею далі, невідомо.